# Bienal de Veneza

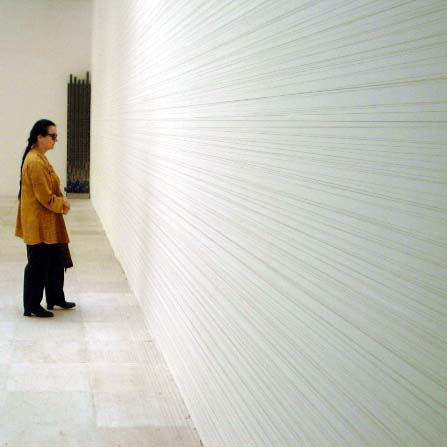
Detalhe da exposição (2001)

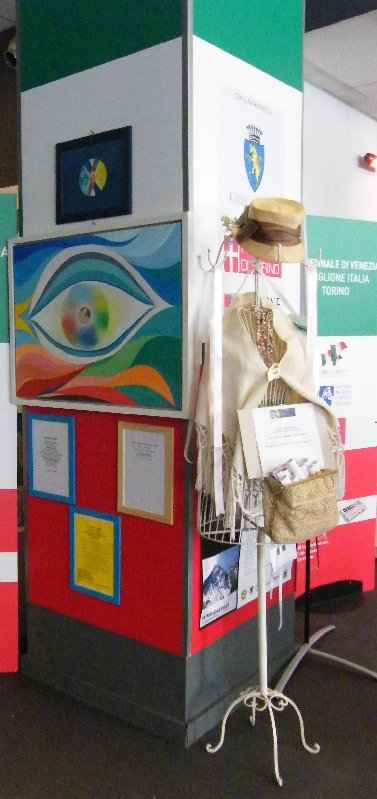
Detalhe da exposição, edição especial 2011-2012

A Bienal de Veneza (em italiano:  Biennale di Venezia) é uma exposição internacional de arte realizada de dois em dois anos, desde 1895, em Veneza, Itália.
O nome "Bienal" deriva-se, naturalmente, da frequência bienal na qual se realizam os vários eventos, com exceção do Festival de Veneza, realizado anualmente.

## História
As primeiras edições foram realizadas no Palazzo Pro Arte, depois Pavilhão Italiano, atual Pavilhão Central (atual sede institucional da exposição principal da Bienal de arte), próximo ao Giardini della Biennale, no bairro de Castello. Já em 1907, outros complexos (cerca de 29), dos pavilhões nacionais, começaram a surgir em torno deste edifício, nascido do ateliê de arquitetos famosos (incluindo Josef Hoffmann, Carlo Scarpa, James Stirling, Alvar Aalto, Bruno Giacometti, o grupo milanês BBPR, Gerrit Rietveld e Sverre Fehn) com o estilo da Arquitetura mais diversificada do mundo.

## Divisões da mostra
A Bienal organiza exposições multidisciplinares subdivididas em setores:
- Arquitetura - Mostra Internacional de Arquitetura
- Artes Visuais - Exposição Internacional de Arte
- Cinema - Festival Internacional de Cinema de Veneza (frequência anual)
- Dança - Festival Internacional de Dança Contemporânea
- Música - Festival Internacional de Música Contemporânea
- Teatro - Festival Internacional de Teatro.

Também há o setor do Arquivo Histórico de Arte Contemporânea (Archivio Storico delle Arti Contemporanee-ASAC) que tem como objetivo a conservação do patrimônio da Bienal, em todos os seus âmbitos.

## Os pavilhões
A Bienal é instalada em numerosos pavilhões representando os artistas e os diferentes países convidados. Pela primeira vez, durante a 52ª Bienal (em 2007), houve um pavilhão africano.

## Prêmios
O cinema e a arte contemporânea são as categorias premiadas a cada edição da Bienal. Entre os prêmios é conferido o Leão de Ouro.
- 2007 :
  - Leão de Ouro pelo conjunto da obra : Malick Sidibé (Mali)
  - Leão de Ouro de critico de arte : Benjamin Buchloh (historiador de arte americano e professor na Universidade de Columbia)
  - Menção de Honra por um pavilhão nacional : pavilhão lituano: Nomeda Urboniene e Gediminas Urbonas
  - Leão de Ouro pela participação nacional : pavilhão húngaro: Andreas Fogarasi
  - Leão de Ouro para artista de menos de 40 anos : Emily Jacir (Palestina)
  - Leão de Ouro para artista tendo participado à exposição internacional : León Ferrari (Argentina)
  - Menção de Honra para artista tendo participado à exposição internacional : Nedko Solakov (Bulgária)
- 2005 : Annette Messager (França)
- 2003 : Su-Mei Tse (Luxemburgo)
- 2001 : Richard Serra (Estados Unidos) e Cy Twombly (Estados Unidos)
  - Leão de Ouro pela participação nacional : pavilhão alemão (Gregor Schneider).
  - Prêmio Especial do Juri : Pierre Huyghe (França), Janet Cardiff e George Bures Miller (Canada), Marisa Merz (Itália)
  - Prêmio especial para jovens artistas : Federico Herrero (Costa Rica), Anri Sala (Albânia), John Pilson (Estados Unidos) e A1-53167 (Guatemala)
  - Menções especiais : Yinka Shonibare (Grã-Bretanha), Tiong Ang (Indonésia), Samuel Beckett-Marin Karmitz (França) e Juan Downey (Chile)
- 1999 : Louise Bourgeois (França)